# Abdou Ibrahim Youssef
Abdou Ibrahim Youssef (arab. ‏عبده إبراهيم·يوسف‎; ur. 27 grudnia 1981) – katarski lekkoatleta, olimpijczyk.
Reprezentował Katar w biegu na 800 metrów na Letnich Igrzyskach Olimpijskich 2000, które odbyły się w Sydney, gdzie odpadł na etapie eliminacji.